# ヘスス・モンテロ
ヘスス・アレハンドロ・モンテロ・ロペス（Jesús Alejandro Montero Lopez, 1989年11月28日 - ）は、ベネズエラ・カラボボ州グアカラ出身のプロ野球選手（一塁手、捕手）。右投右打。

## 経歴

### プロ入りとヤンキース時代
2006年7月2日、160万ドルの契約金でニューヨーク・ヤンキースと契約。同年の海外FA選手の中では最高の打者と見なされており、特にパワーに定評があった。
2007年、17歳になったモンテロはガルフ・コーストリーグ・ヤンキースでデビュー。翌2008年にはメジャーのスプリングトレーニングに招待選手として招かれ、マイナーのキャンプ地へ送られる前に唯一与えられたオープン戦の打席で本塁打を放った。同年はA級チャールストン・リバードッグスに所属し、打率.326・17本塁打・87打点・2盗塁を記録。
2009年はフロリダ・ステートリーグのA+級タンパ・ヤンキースからスタート。6月3日にAA級トレントン・サンダーに昇格。昇格後、トレントンでは1カ月強しかプレーしていなかったのにもかかわらず、7月にイースタンリーグのオールスターチームに選ばれた。同年オフには「ベースボール・アメリカ」誌選定の有望株ランキングで、球団内でオースティン・ジャクソンに次いで2位の評価を受けた。マイナーの有望選手が集まるオールスター・フューチャーズゲームの世界選抜にも2年連続で選ばれたが、8月にキャッチングの際に指を骨折し、早めにシーズンを終えることになった。
2010年の開幕前には「ベースボール・アメリカ」誌の有望株ランキングで球団内1位、マイナー全体でも5位の高評価を受けた。スプリングトレーニングに招かれたモンテロに対し、ヤンキースのケビン・ロング打撃コーチは「打者としてはもうメジャーで通用する」と語ったが、球団は守備力改善を求めた。結局、この年はAAA級スクラントン・ウィルクスバリ・ヤンキースで1年間プレー。前半戦は打撃不振に苦しんだが、後半戦は復調した。最終的に、インターナショナルリーグのオールスター、ポストシーズンのオールスター、チームの最優秀選手に選ばれた。
2011年のスプリングトレーニングでは、25人ロースターを争った。首脳陣はホルヘ・ポサダの指名打者転向により空いた正捕手の座をモンテロに任せることも出来ると考えていたが、ラッセル・マーティンの獲得に成功したことにより、モンテロの昇格を焦る必要はなくなった。フランシスコ・セルベーリの故障により、モンテロが2番手捕手としてメジャーに残るチャンスもあったが、球団はモンテロを再びAAA級スクラントンでスタートさせた。

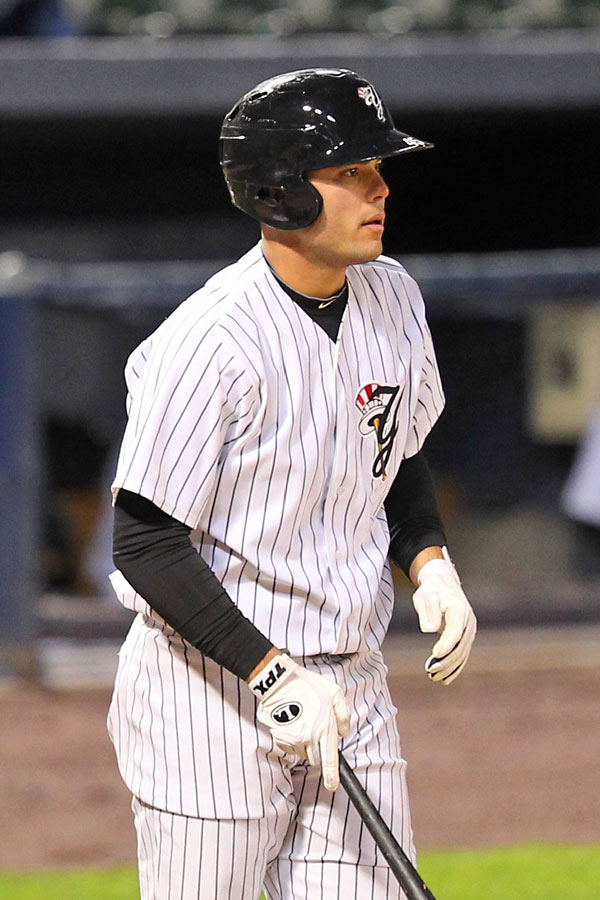
AAA級スクラントン時代のモンテロ（2010年）

この年はロースター拡大後の9月1日にメジャー初昇格を果たし、同日のボストン・レッドソックス戦で指名打者としてメジャーデビュー。4打数無安打ながらも7回に死球で出塁し、ラッセル・マーティンの適時打で勝ち越しのホームを踏んだ。9月3日にヤンキー・スタジアムで行われたトロント・ブルージェイズ戦で初のスタメン出場を果たし、6回二死から左翼にメジャー初安打を放った。9月5日のボルチモア・オリオールズ戦では21歳の選手としては1993年のマニー・ラミレス以来となる1試合2本塁打を記録。シーズン終了まで18試合に出場して打率.328・4本塁打・12打点・OPS.996だった。

### マリナーズ時代
2012年1月13日にマイケル・ピネダ、ビセンテ・カンポスとのトレードで、ヘクター・ノエシと共にシアトル・マリナーズへ移籍した。シーズンでは「右打者地獄」とも形容されるホーム球場セーフコ・フィールドに苦しめられたが、ビジター球場では打率.295・9本塁打・37打点と好成績を残し、最終的には規定打席以上ではチームトップの打率.260でシーズンを終えた。（300打席以上であれば、ジョン・ジェイソ、途中移籍したイチローに次いで3位）
2013年2月6日にバイオジェネシス・スキャンダル絡みで禁止薬物購入疑惑が浮上し、8月5日に50試合の出場停止処分を受けた。
2014年2月27日にマリナーズと1年契約に合意した。3月14日にAAA級タコマ・レイニアーズに異動。だが同年はメジャーでの出場機会に恵まれず、6試合の出場に留まったが、本塁打は1本放った。
2015年からは正式に内野手登録に変更され、自己2番目に多い38試合に出場。打率こそ.223と低迷したが、25安打中11本が長打で19打点を叩き出し、打てば貢献出来る事を示した。一塁の守備は、27試合で守りに就いてDRSは - 2だったが、犯した失策は1つだけで守備率.995と堅実さは見せた。
2016年3月27日に戦力外となった。

### マリナーズ退団後
マリナーズからDFAとなった2016年3月27日の当日中にウェイバーでブルージェイズへ移籍したが、4月1日に40人枠を外れる形で傘下のAAA級バッファロー・バイソンズへ配属された。この年はメジャーでの出場は無く、AAA級バッファローで126試合に出場して打率.317・11本塁打・60打点・1盗塁の成績を残した。オフの11月7日にFAとなった。
2017年1月16日にボルチモア・オリオールズとマイナー契約を結んだ。開幕から傘下のAAA級ノーフォーク・タイズでプレーしていたが、6月27日に自由契約となった。7月11日にメキシカンリーグのモンテレイ・サルタンズと契約した。21試合に出場して打率.349・1本塁打・17打点の成績を残した。
2018年1月23日にサルタンズを自由契約となった。3月22日にメキシカンリーグのドゥランゴ・ジェネラルズと契約するが、4月24日に解雇となる。

## 詳細情報

### 年度別打撃成績
| 年 度    | 球 団    | 試 合 | 打 席 | 打 数 | 得 点 | 安 打 | 二 塁 打 | 三 塁 打 | 本 塁 打 | 塁 打 | 打 点 | 盗 塁 | 盗 塁 死 | 犠 打 | 犠 飛 | 四 球 | 敬 遠 | 死 球 | 三 振 | 併 殺 打 | 打 率 | 出 塁 率 | 長 打 率 | O P S |
| -------- | -------- | ----- | ----- | ----- | ----- | ----- | -------- | -------- | -------- | ----- | ----- | ----- | -------- | ----- | ----- | ----- | ----- | ----- | ----- | -------- | ----- | -------- | -------- | ----- |
| 2011     | NYY      | 18    | 69    | 61    | 9     | 20    | 4        | 0        | 4        | 36    | 12    | 0     | 0        | 0     | 0     | 7     | 2     | 1     | 17    | 2        | .328  | .406     | .590     | .996  |
| 2012     | SEA      | 135   | 553   | 515   | 46    | 134   | 20       | 0        | 15       | 199   | 62    | 0     | 2        | 0     | 7     | 29    | 4     | 2     | 99    | 15       | .260  | .298     | .386     | .685  |
| 2013     | SEA      | 29    | 110   | 101   | 6     | 21    | 1        | 1        | 3        | 33    | 9     | 0     | 1        | 0     | 1     | 8     | 0     | 0     | 21    | 2        | .208  | .264     | .327     | .590  |
| 2014     | SEA      | 6     | 17    | 17    | 1     | 4     | 0        | 0        | 1        | 7     | 2     | 0     | 0        | 0     | 0     | 0     | 0     | 0     | 3     | 1        | .235  | .235     | .412     | .647  |
| 2015     | SEA      | 38    | 116   | 112   | 11    | 25    | 6        | 0        | 5        | 46    | 19    | 0     | 0        | 0     | 0     | 4     | 0     | 0     | 32    | 2        | .223  | .250     | .411     | .661  |
| MLB：5年 | MLB：5年 | 226   | 865   | 806   | 73    | 204   | 31       | 1        | 28       | 321   | 104   | 0     | 3        | 0     | 8     | 48    | 6     | 3     | 172   | 22       | .253  | .295     | .398     | .693  |

- 2018年度シーズン終了時

### 背番号
- 63（2011年 - 2015年）